# 幾田莉拉
幾田莉拉（日语：／ Ikuta Rira */?，2000年9月25日—）是日本女性創作歌手，同時為音樂組合YOASOBI成員、以及不插電音樂組合Plusonica前成員，東京都出身。作為YOASOBI成員時，另以「ikura」的名義進行活動。身高154.7公分。

## 經歷
幾田於2000年9月25日在日本東京都出生，是四個兄弟姊妹裡最小的，於10個月大時因父親工作移居芝加哥，三歲時隨家人返回日本東京都居住，莉拉這個名字源於丁香花，在熱愛音樂的家庭裡，讓她從有記事起便想當歌手，並在小學六年級開始編寫歌詞，在初中二年級開始在街邊演唱，三年級開始進行全面性的音樂活動。
小學1年級開始彈鋼琴，6年級開始彈吉他，小學3年級到6年級是音樂劇團的成員，中學的時候加入吹奏部，負責小號。
畢業於明星學園小學·中學·高等學校。
2015年，幾田參加了東京女子選拔賽藝人部門，晉級第三場。後被日本索尼音樂贊助的“SINGIN'JAPAN”選定為決賽選手。2016年1月-2月，作為四期生參加了由日本索尼音樂贊助的新人培訓課程“ the LESSON ” 並在8月26日時發行第一張DEMO專輯《15 Thoughts》。2017年7月，宣布加入不插電音樂演奏團體Plusonica，並負責主唱、吉他、小號和鍵盤。2018年2月4日，首度出演朝日電視台音樂綜藝節目《今夜誕生！音樂冠軍》，並在4月21日舉行了現場演唱會，第一張迷你專輯《Rerise》僅在現場演唱會販售。在9月至10月期間大學入試合格後，於2019年4月開始就讀大學。
2019年7月2日，幾田所演唱的《全力少年》做為東京海上日動安心生命保險的電視廣告曲播出，同年11月與使用VOCALOID製作音樂的作曲家Ayase組成了音樂組合YOASOBI，其出道歌曲「向夜晚奔去」（夜に駆ける）則於11月16日公開，同天晚上則在原宿STROBE CAFE舉辦單人現場演唱會，並先度在現場發行第二張迷你專輯《Jukebox》。而《向夜晚奔去》在公開後5個月YouTube播放次數超過了1000萬次，並在2020年10月突破一億次觀看，成為該年日本最熱門的歌曲之一。
2020年，第二張迷你專輯《Jukebox》於3月11日正式於日本全國發行，7月19日與Ayase共同主持日本放送單發廣播節目《YOASOBI的All Night Nippon 0(ZERO)》，並在8月16日朝日電視台綜藝節目《關Jam 完全燃SHOW》中進行第一次電視直播。
9月25日，幾田被選為Netflix電影《飛奔去月球》日文版片尾曲的歌手人選，並負責歌曲《ロケット・トゥ・ザ・ムーン〜信じた世界へ〜」》的演唱 。11月14日，在日本工業大學的“オンライン若杉祭”上宣布將發行限定單人錄音LIVE，同年12月31日以YOASOBI成員的身分在第71回NHK紅白歌合戰出場。
2021年3月30日，YOASOBI首個常規冠名廣播節目《YOASOBI的All Night Nippon X》開始在日本放送播出，7月19日，宣布2019年11月發行的原創歌曲《ロマンスの約束》選定為戀愛實境秀《今日、好きになりました:向日葵編》的主題曲。8月13日，幾田從Plusonica畢業。
2023年3月，從日本大學藝術學部音樂學科資訊音樂組畢業。畢業後，在3月8日發行了首張原創專輯《Sketch》。。同年9月27日開始，在富士電視台連續劇《派對咖孔明》中、上白石萌歌飾演的角色EIKO演唱了劇中歌曲《DREAMER》。最後一集中，該人也首次以本人的身份在劇中亮相。

## 音樂作品

### 迷你專輯
| 曲目表 | 曲目表         |
| 曲序   | 曲目           |
| ------ | -------------- |
| 1.     | この小さな胸に |
| 2.     | あなたへ       |
| 3.     | One day        |
| 4.     | 夜明け         |

| 曲目表 | 曲目表     |
| 曲序   | 曲目       |
| ------ | ---------- |
| 1.     | '17        |
| 2.     | teenager   |
| 3.     | 白い恋     |
| 4.     | 夢追い人   |
| 5.     | 春のままで |

| 曲目表 | 曲目表         |
| 曲序   | 曲目           |
| ------ | -------------- |
| 1.     | おまじない     |
| 2.     | 通り雨         |
| 3.     | ロマンスの約束 |
| 4.     | ラブレター     |
| 5.     | 真夜中の君と   |

### 参加作品
| 歌手                            | 發售日         | 名稱                                             | 規格         | 備註                                           |
| ------------------------------- | -------------- | ------------------------------------------------ | ------------ | ---------------------------------------------- |
| 加藤米莉亞                      | 2020年10月28日 | Aitai                                            | 數位下載     | 收錄在專輯《INSPIRE》的第二首歌曲。            |
| 富士纖維樂團 (フジファブリック) | 2021年2月23日  | たりないすくない (feat. 幾田りら)                | 數位下載     | 收錄在專輯《I Love You》的第四首歌曲。         |
| TOMORROW X TOGETHER             | 2021年11月9日  | 0X1=LOVESONG (I Know I Love You) - Japanese ver. | 數位下載、CD | 收录在专辑《Chaotic Wonderland》的第一首歌曲。 |
| 伶(鷲尾伶菜)                    | 2021年11月29日 | 宝石 (feat. 幾田りら)                            | 數位下載     |                                                |
| Creepy Nuts                     | 2022年3月19日  | ばかまじめ                                       | 數位下載     | 『あの夜を覚えてる』主題歌曲。                 |

### 免費配信曲
幾田本人上傳到免費獨立音樂流媒體服務“Eggs”的歌曲。
| 公開日        | 名稱               | 初收錄專輯 |
| ------------- | ------------------ | ---------- |
| 2017年7月17日 | 白い恋             | Rerise     |
| 2017年7月17日 | '17                | Rerise     |
| 2018年5月6日  | 春のままで         | Rerise     |
| 2019年1月26日 | フリージア         | （未収録） |
| 2019年1月26日 | 夜と月とそれから星 | （未収録） |
| 2019年3月24日 | 通り雨             | Jukebox    |
| 2019年5月17日 | 約束               | （未収録） |

### 綜合
| 發售日       | 名稱                          | 規格 | 規格產品編號 | 参加曲                     |
| ------------ | ----------------------------- | ---- | ------------ | -------------------------- |
| 2018年5月3日 | 鉄コンピ vol.4 2018年ライヴ盤 | CD   | SRCD-026     | M-6.夢追い人（ライヴ録音） |

### 電視劇主題曲
| 年份   | 劇名                                       | 歌曲名稱 |
| ------ | ------------------------------------------ | -------- |
| 2022年 | 持續可能的戀愛？～父親與女兒的結婚進行曲～ | レンズ   |

### FIFA 2022 日本主題曲(FUJI TV)
| 年份   | 歌曲名稱 |
| ------ | -------- |
| 2022年 | JUMP     |

### 電影主題曲
| 年份   | 劇名                                           | 歌曲名稱           |
| ------ | ---------------------------------------------- | ------------------ |
| 2024年 | デッドデッドデーモンズデデデデデストラクション | 青春謳歌(feat.ano) |

### 遊戲主題曲
| 年份   | 遊戲名稱       | 主題                                 | 歌曲名稱                       |
| ------ | -------------- | ------------------------------------ | ------------------------------ |
| 2025年 | 英雄聯盟       | 2025第二賽季動畫 「靈花祭 物外之境」 | 此刻，明日 (feat.Kevin Penkin) |
| 2025年 | 崩壞：星穹鐵道 | 3.0版本主題曲                        | 何者 [英文版]                  |

## 動畫主題曲
| 年分   | 作品名稱       | 歌曲名稱 |
| ------ | -------------- | -------- |
| 2025年 | 藥師少女的獨語 | 百花撩亂 |

## 演出

### 電視特別節目
- BS日本電視台20週年特別節目《未来へ挑む彼女たち〜Next Generations〜》（2020年11月28日，BS日本電視台）[35]
  - MTV Unplugged: Lilas Ikuta（2022年11月20日、MTV）[36]
  - 第73回NHK紅白歌合戰（2022年12月31日、NHK総合） - 紅「milet×Aimer×幾田りら×Vaundy」第一次以個人名義出場。「おもかげ (produced by Vaundy)」第一次電視演唱[37]
  - SONGS +PLUS（2023年3月8日、NHK総合） - 「Answer」、「蒲公英」[38]
  - Google Pixel presents ANOTHER SKY（2023年3月24日、日本テレビ）[39]
- 直播節目
  - THE FIRST TAKE
    - milet×Aimer×幾田りら - おもかげ(produced by Vaundy)（2021年12月17日）[40]
    - 幾田りら - スパークル（2022年5月20日）[41]
    - 幾田りら - レンズ（2022年6月1日）[42]
    - ano - 絶絶絶絶対聖域 feat. 幾田りら（2024年5月10日）[43]
    - 幾田りら - 青春謳歌 feat. ano（2024年5月22日）[44]
    - 今日、好きになりました。蜜柑編（2022年1月17日 - 2月14日、ABEMA） - 主持人[45]
    - 電視劇
    - 派對咖孔明最後一集（2023年11月29日）幾田りら（本人）役[46]

### 動畫電影
- 龍與雀斑公主（2021年7月16日上映） - 聲演 小弘（別役弘香）[47]
- DEAD DEAD DEMON'S DEDEDEDE DESTRUCTION 惡魔的破壞（2024年3月22日、4月19日上映） - 聲演 小山門出（主演）[48]
- CM
- SNOW「Love in Color」（2019年）[49]
- Google Pixel「Google Pixel 4a」（2020年）以彈唱的畫面出現在廣告[50]
- SONY「WF-1000XM4」（2021年） - YouTube「THE FIRST TAKE」が企画した『おもかげ (produced by Vaundy)』出演耳機廣告[51]

### 腳註
1. ↑  其名字「莉拉」（りら／リラ）來自歐丁香的法語名稱。
2. ↑  幾田本人在2020年7月19日（18日深夜）播出的《All Night Nippon 0(ZERO)（日语：オールナイトニッポン0(ZERO)）》中所述。

### 來源
1. 1 2  幾田りら [@ikutalilas].  (推文). 2023-03-26  [2023-07-12] –Twitter.
2. ↑  幾田 りら [@ikutalilas].  (推文). 2023-03-26  [2023-03-26] –Twitter.
3. ↑  . YOASOBI.   [2021-01-24]. （原始内容存档于2022-02-10）.
4. ↑  . ねとらぼエンタ.   [2021-08-31]. （原始内容存档于2022-01-11）.
5. ↑  . HUG ROCK FESTIVAL2018　GW.   [2020-05-10]. （原始内容存档于2021-07-09）.
6. ↑  . march17 music magazine. 2020-08-23  [2025-02-03]. （原始内容存档于2023-03-23） （日语）.
7. ↑  . Twitter.   [2020-08-16]. （原始内容存档于2021-10-23）. 外部链接存在于|title= (帮助)
8. ↑  . スポニチ.   [2021-08-31]. （原始内容存档于2021-10-10）.
9. ↑  幾田りら（高2）「4人兄弟・末っ子の夢を一家でサポート 東京の24時間音楽漬け女子高生」 （页面存档备份，存于） - テレビ朝日「今夜、誕生!音楽チャンプ」2018年2月4日放送バックナンバー
10. ↑  幾田りら. . 2018-04-14  [2020-05-10]. （原始内容存档于2021-10-19）.
11. ↑  . YouTube. SNOW公式チャンネル.   [2021-08-31]. （原始内容存档于2021-10-10）.
12. ↑  . FanplusMusic (株式会社Fanplus). 2020-03-11  [2020-05-22]. （原始内容存档于2021-07-11）.
13. ↑  . CDJournal ニュース (株式会社シーディージャーナル). 2020-03-12  [2020-05-10]. （原始内容存档于2021-10-09）.
14. ↑  . テレビ朝日.   [2021-08-31]. （原始内容存档于2021-10-10）.
15. ↑  , Billboard Japan, 2020-09-08  [2020-09-08], （原始内容存档于2021-10-19）
16. ↑  . www.nit.ac.jp. 日本工業大学.   [2021-01-07]. （原始内容存档于2021-01-08）.
17. ↑  . 日刊スポーツ.   [2021-08-31]. （原始内容存档于2021-10-28）.
18. ↑  幾田 りら [@ikutalilas].  (推文). 2023-02-01  [2023-03-26] –Twitter.
19. ↑  . Sponichi Annex (スポーツニッポン新聞社). 2023-03-26  [2023-03-26]. （原始内容存档于2023-03-27）.
20. ↑  . 日本大学芸術学部.   [2023-03-28]. （原始内容存档于2023-09-24） （日语）.
21. ↑  . ファッションプレス. 2023-02-02  [2023-11-27]. （原始内容存档于2023-12-07）.
22. ↑  . 音楽ナタリー. 2023-09-06  [2023-11-27]. （原始内容存档于2023-12-07）.
23. ↑  . 音楽ナタリー. 2023-11-23  [2023-11-27]. （原始内容存档于2023-12-07）.
24. ↑  . 音楽ナタリー.   [2020-10-28]. （原始内容存档于2021-10-10）.
25. ↑  . 音楽ナタリー.   [2021-07-21]. （原始内容存档于2021-10-10）.
26. ↑  @ikutalilas.  (推文). 2017-07-17  [2020-07-21] –Twitter.
27. ↑  @ikutalilas.  (推文). 2018-05-06  [2020-07-21] –Twitter.
28. ↑  @ikutalilas.  (推文). 2019-01-26  [2020-07-21] –Twitter.
29. ↑  @ikutalilas.  (推文). 2019-03-23  [2020-07-21] –Twitter.
30. ↑  @ikutalilas.  (推文). 2019-05-17  [2020-07-21] –Twitter.
31. ↑  ,   [2024-03-19], （原始内容存档于2024-07-15） （中文（中国大陆））
32. ↑  . BS日テレ.   [2020-11-18]. （原始内容存档于2021-10-10）.
33. ↑  . プレスリリース・ニュースリリース配信シェアNo.1｜PR TIMES. 2022-10-18  [2025-02-03]. （原始内容存档于2022-11-12） （ja-JP）.
34. ↑  . Wikipedia. 2025-02-02 （日语）.
35. ↑  日本放送協会. . NHK MUSIC.   [2025-02-03]. （原始内容存档于2024-02-27） （ja-JP）.
36. ↑  Inc, Natasha. . 音楽ナタリー.   [2025-02-03]. （原始内容存档于2024-10-04） （日语）.
37. ↑  . Real Sound｜リアルサウンド. 2022-03-31  [2025-02-03]. （原始内容存档于2023-12-03） （日语）.
38. ↑  . THE FIRST TIMES.   [2025-02-03]. （原始内容存档于2022-09-28） （日语）.
39. ↑  . THE FIRST TIMES.   [2025-02-03]. （原始内容存档于2023-06-03） （日语）.
40. ↑  . THE FIRST TIMES.   [2025-02-03]. （原始内容存档于2024-05-23） （日语）.
41. ↑  . THE FIRST TIMES.   [2025-02-03]. （原始内容存档于2025-04-03） （日语）.
42. ↑  Inc, Natasha. . 音楽ナタリー.   [2025-02-03]. （原始内容存档于2025-04-04） （日语）.
43. ↑  . ORICON NEWS.   [2025-02-03]. （原始内容存档于2025-03-28）.
44. ↑  . まんたんウェブ. 2021-05-07  [2021-05-07]. （原始内容存档于2021-10-19）.
45. ↑  . Comic Natalie. 2023-11-20  [2023-11-20]. （原始内容存档于2023-12-14） （日语）.
46. ↑  .   [2025-02-03]. （原始内容存档于2025-04-27）.
47. ↑  . www.cinra.net.   [2025-02-03] （日语）.
48. ↑  Inc, Natasha. . 音楽ナタリー.   [2025-02-03]. （原始内容存档于2022-12-30） （日语）.

## 外部鏈結
- 幾田莉拉 個人官方網站
- 幾田莉拉 (After School)
- 幾田莉拉第1張Demo專輯《15的思念》官方網站（页面存档备份，存于）
- 幾田莉拉的X（前Twitter）
  - 幾田莉拉公式的X（前Twitter）
- 幾田莉拉的Instagram帳戶
- 幾田莉拉的Threads
- YouTube上的幾田莉拉頻道
- 幾田莉拉的TikTok （页面存档备份，存于）